# Тимонино (Волоколамский район)
Тимонино — деревня в Волоколамском районе Московской области России. Относится к Ярополецкому сельскому поселению, до муниципальной реформы 2006 года относилась к Волоколамскому сельскому округу.

## Население
| 1852 | 1859 | 1926 | 2002 | 2006 | 2010 | 2013 |
| ---- | ---- | ---- | ---- | ---- | ---- | ---- |
| 187  | ↗224 | ↘183 | ↗490 | ↗796 | ↘750 | ↗796 |
| 2014 | 2015 | 2016 |      |      |      |      |
| ↗797 | ↘787 | ↘781 |      |      |      |      |

## Расположение
Деревня Тимонино расположена рядом с автодорогой «Балтия» М9 (Новорижское шоссе), примерно в 6,5 км к западу от города Волоколамска, у истоков небольшой реки Чиперы (бассейн Иваньковского водохранилища). В деревне 6 улиц — Лесная, Ново-Тимонинская, Парковая, Полевая, Садовая и Старо-Тимонинская, зарегистрировано одно садовое товарищество. Ближайший населённый пункт — деревня Калеево. Автобусное сообщение с Волоколамском и посёлком городского типа Шаховская.

## Достопримечательности
В Тимонино расположена Братская могила советских воинов, погибших в годы Великой Отечественной войны. Братская могила является памятником истории регионального значения.

## Исторические сведения
В «Списке населённых мест» 1862 года Тимонино — казённая деревня 1-го стана Волоколамского уезда Московской губернии по левую сторону Московского тракта, от границы Зубцовского уезда на город Волоколамск, в 7 верстах от уездного города, при ручье Чичора, с 27 дворами, 2 фабриками и 224 жителями (105 мужчин, 119 женщин).
По данным на 1890 год входила в состав Тимошевской волости Волоколамского уезда, число душ мужского пола составляло 96 человек.
В 1913 году — 45 дворов.
По материалам Всесоюзной переписи населения 1926 года — центр сельсовета, проживало 183 жителя (75 мужчин, 108 женщин), насчитывалось 41 крестьянское хозяйство.
С 1929 года — населённый пункт в составе Волоколамского района Московской области.
В 2003—2006 годах Тимонино было центром Волоколамского сельского округа.